# زهرة المرجان
زهرة المَرْجَان أو كِنْدِيَة أو كَنِّيْدِيَة هو جنس من ثلاثة عشر نوعًا من النباتات المزهرة في الفصيلة البقولية وهو متوطن في أستُرَالِية. النباتات في هذا الجنس هي نباتات معمرة أو متسلقة ذات أوراق ثلاثية وأزهار كبيرة مبهرجة تشبه البازلاء. ثمنة أنواع في جميع الولايات الأسترالية.

## قائمة الأنواع
من أنواعها:
- زهرة المرجان الشقارية
- زهرة المرجان المرداء
- زهرة المرجان السوداء
- زهرة المرجان المتسلقية
- زهرة المرجان الياقوتية